# Маклафлин, Эмили
Эмили Маклафлин (англ. Emily McLaughlin; 1 декабря 1928, Уайт-Плейнс, Нью-Йорк — 26 апреля 1991, Лос-Анджелес, Калифорния) — американская актриса мыльных опер.

## Биография
Маклафлин родилась в Уайт-Плейнс, Нью-Йорк и получила образование в Миддлбери-колледж, где получила степень бакалавра в области литературы. Впервые она получила известность благодаря роли в мыльной опере «Молодой доктор Мэлоун», где снималась в конце пятидесятых. Также как и её персонаж в мыльной опере, Маклафлин в реальной жизни несколько раз выходила замуж и пережила каждого из мужей. Она умерла в 1991 году в Лос-Анджелесе от рака.

## Карьера
Маклафлин известна благодаря своей роли Джесси Брюэр в мыльной опере «Главный госпиталь», где она снималась с первых дней её запуска и была главной звездой шоу в первое десятилетие его существования. В 1974 году она даже номинировалась на премию «Золотой глобус» за лучшую женскую роль в телевизионном сериале — драма, войдя таким образом в историю став единственным актёром дневных мыльных опер, выдвигавшимся на премию.

## Мыльные оперы
- Молодой доктор Мэлоун (1959—1960)
- Главный госпиталь (1963—1991)